# Häradshövdingeränta
Häradshövdingeränta och Lagmansränta, är gamla skatter i Sverige som av allmogen efter mantal erlades till häradshövdings och lagmans underhåll. Man spårar dessa räntor redan i Kalmar recess 1483. Med tiden ändrades beräkningsgrunden från mantal till matlag eller "rök". Beloppet varierade i olika landsdelar. År 1828 fastställdes det i allmänhet till 12 skilling banco för varje matlag. Dessa skatter, vilka var mest kännbara för brukare av oprivilegierad jord, avskaffades helt 1841.